# Ямчинський Василь Миколайович
Василь Миколайович Ямчинський (10 лютого 1933, село Чиста Лужа, тепер село Соснівка Олевського району Житомирської області — 1 жовтня 2008, місто Житомир) — український радянський партійний діяч. Депутат Верховної Ради УРСР 10—11-го скликань. Член Ревізійної комісії КПУ в 1981—1986 р. Кандидат у члени ЦК КПУ в 1986—1990 р. Кандидат економічних наук.

## Біографія
У 1958 році закінчив Львівський зооветеринарний інститут.
Член КПРС з 1958 року.
У 1958—1962 роках — зоотехнік цукрового комбінату; зоотехнік, секретар партійної організації колгоспу «Перемога»; начальник Андрушівської районної сільськогосподарської інспекції; секретар Андрушівського районного комітету КПУ Житомирської області.
У 1962—1966 роках — інструктор сільськогосподарського відділу Житомирського обласного комітету КПУ; начальник Новоград-Волинського виробничого управління сільського господарства Житомирської області.
У 1966—1972 роках — 1-й секретар Баранівського районного комітету КПУ Житомирської області.
У 1972 році — завідувач сільськогосподарського відділу Житомирського обласного комітету КПУ.
У 1972—1977 роках — секретар Житомирського обласного комітету КПУ.
У 1977—1982 роках — 2-й секретар Житомирського обласного комітету КПУ.
У лютому 1982 — 23 січня 1990 року — голова виконавчого комітету Житомирської обласної ради народних депутатів. Увільнений із посади «за порушення законності і зловживання службовим становищем».
З 1990 року — старший науковий співробітник Рівненської обласної дослідної сільськогосподарської станції; начальник відділу, заступник директора науково-дослідного Інституту хмелярства.
Особа, котра підпадає під дію закону України «Про засудження комуністичного та націонал-соціалістичного (нацистського) тоталітарних режимів в Україні та заборону пропаганди їхньої символіки», однак, Житомирська міська рада вкотре відмовляється демонтувати його дошку, встановлену на вулиці Чорновола.

## Нагороди
- орден Жовтневої Революції
- орден Трудового Червоного Прапора
- орден «Знак Пошани»
- медалі
- заслужений працівник сільського господарства України (2003)